# Javier García Paniagua
Javier García Paniagua (Casimiro Castillo, Jalisco; 13 de febrero de 1935 - Jalisco, 25 de noviembre de 1998) fue un político mexicano, miembro del Partido Revolucionario Institucional. Ocupó numerosos cargos públicos, entre los que estuvo secretario de la Reforma Agraria y del Trabajo, presidente nacional del PRI y titular de la Dirección Federal de Seguridad (DFS).

## Orígenes y familia

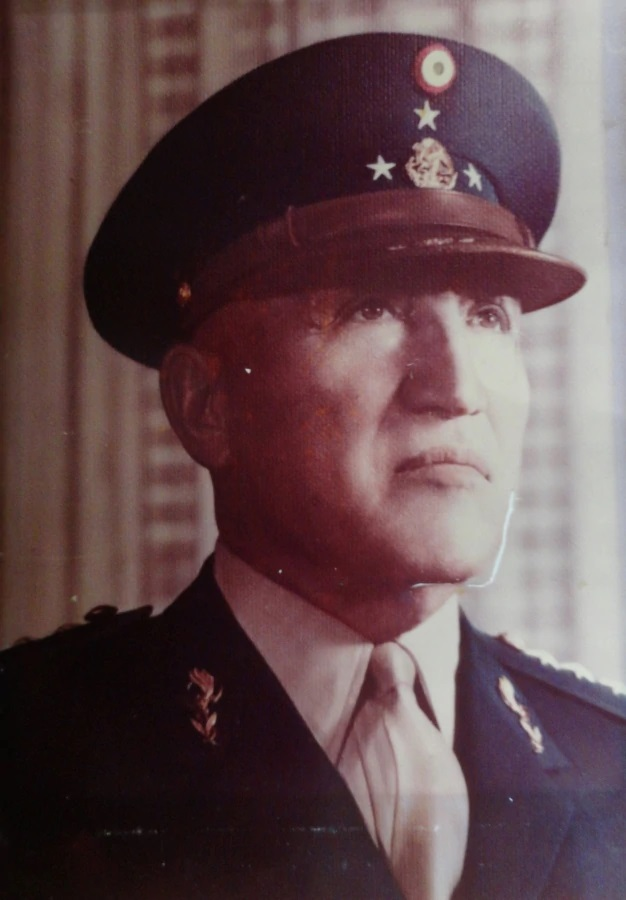
Marcelino García Barragán, gobernador de Jalisco y secretario de la Defensa Nacional de 1964 a 1970; padre de Javier García Paniagua.

Nació en el municipio de Casimiro Castillo, Jalisco, el día 13 de febrero; sin embargo, en cuanto al año de su nacimiento, los archivos de la Dirección Federal de Seguridad que mencionan sus antecedentes, señalan tres diferentes: 1935, 1936 y 1937. Hijo del general Marcelino García Barragán, quien fue gobernador del estado de Jalisco y secretario de la Defensa Nacional de 1964 a 1970 en el gobierno de Gustavo Díaz Ordaz, durante cuya gestión ocurrió la matanza de la Plaza de las Tres Culturas de Tlatelolco, y de su esposa Dolores Paniagua Molina. Tuvo un hermano, Marcelino García Paniagua, que fue presidente de la Federación Mexicana de Futbol y del Club Deportivo Guadalajara; y una hermana, Marcela García Paniagua.
Contrajo matrimonio en dos ocasiones, la primera en Colima con Olivia Morales Gómez y del que nacieron seis hijos: Javier García Morales, quien fue secretario general adjunto del comité nacional del PRI y murió asesinado el Guadalajara, Jalisco, el 7 de septiembre de 2011; Enoch García Morales; Dolores García Morales, quien fue notaria pública; Olivia García Morales; Claudia García Morales y Marcelo García Morales, quien fue diputado federal de 2000 a 2003. Su segundo matrimonio fue con la actriz y cantante María Sorté, con quien tuvo dos hijos: Adrián García Harfuch y Omar García Harfuch, este último secretario de Seguridad y Protección Ciudadana desde 2024 en el gobierno de Claudia Sheinbaum.
Realizó sus estudios de primaria en la ciudad de Guadalajara, la secundaria en la Escuela Secundaria n.º 4 en la Ciudad de México y realizó un año de Bachillerato en Uruapan, Michoacán. En 1952 ingresó como cadete al Heroico Colegio Militar y causó baja después de aproximadamente dos años; nuevamente, los archivos de la DFS señalan dos causas diferentes a su baja: un accidente que lo inhabilitó para el servicio de las armas o una baja voluntaria por considerar que no tenía vocación para la carrera militar.
Tras su retiro del Colegio Militar, se dedicó a actividades agropecuarias, primero en la comunidad de La Parota en el municipio de Nuevo Urecho, Michoacán y luego en el rancho «El Tacuán» del municipio de La Huerta, Jalisco, hasta 1957. Siendo ambas explotaciones agrícolas de su propiedad.

## Carrera política
Miembro del PRI desde 1955. En 1958 fue nombrado agente de la Compañía Exportadora e Importadora Mexicana, S. A. (CEIMSA) en la ciudad de Colima, Colima, durante dos años y medio hasta su liquidación en 1959, y luego de 1959 a 1964 fue gerente de la Mutualidad del Seguro Agrícola y Ganadero en la misma ciudad. Simultáneamente, en 1957 laboró en la Secretaría de Gobernación y fue comandante de las aduanas de Tuxtla Gutiérrez, Chiapas; Heroica Nogales, Sonora; y Tijuana, Baja California. En 1959 le correspondió encabezar la comisión de distribución de alimentos y ropa del Comité Pro-Damnificados del huracán de dicho año en Colima. En 1964 al iniciar el gobierno de Gustavo Díaz Ordaz, es nombrado director gerente del Banco Regional Agrícola de Michoacán, S. A., con sede en Morelia y filial en dicho estado del Banco Nacional de Crédito Agrícola, cargo en el que permaneció hasta el fin del sexenio, en 1970.
En 1970 buscó ser candidato a diputado federal por el Distrito 11 de Jalisco entonces con cabecera en Autlán de Navarro; sin embargo en lugar de ello, fue postulado candidato del PRI y elegido senador de la República por su estado natal en primera fórmula para el periodo constitucional de 1970 a 1976 y correspondiente a las Legislaturas XLVIII y XLIX. Durante este mismo periodo fue subsecretario general del comité nacional del PRI y delegado del propio partido en quince entidades federativas.
De acuerdo a versiones periodísticas, desde el inicio de su actividad política al salir del Heroico Colegio Militar y paralelamente a los cargos que formalmente ocupaba, García Paniagua se habría dedicado de forma más o menos extraoficial a labores en el aparato de seguridad del gobierno mexicano, aprovechando sus vinculaciones con el Ejército Mexicano a través de su padre. Cumpliría este tipo de funciones durante el movimiento estudiantil de 1968; y durante los seis años que fue senador aunque su influencia se habría debilitado, habría conservado suficientes vínculos que le permitieron ocupar los cargos que logró en el siguiente gobierno, el de José López Portillo.

### Dirección Federal de Seguridad

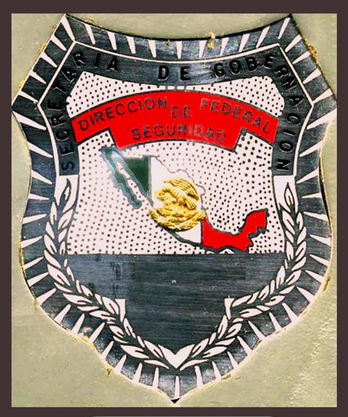
Emblema o charola de la Dirección Federal de Seguridad (DFS). Policía política de México.

El 1 de diciembre de 1976 al asumir la presidencia de México José López Portillo, nombra a Javier García Paniagua como titular de la entonces Dirección Federal de Seguridad (DFS). La DFS era entonces la policía política de México, encargada de cuestiones que iban de la seguridad nacional y combate al narcotráfico al espionaje político y hasta ser identificada como encargada de la Guerra Sucia en los años setenta contra grupos opositores al gobierno de México; así mismo era formalmente una dependencia de la Secretaría de Gobernación.
La DFS estaba dominada entonces por el grupo encabezado por Fernando Gutiérrez Barrios —titular de la propia DFS de 1965 a 1970 y subsecretario de Gobernación de 1970 a 1976— y Luis de la Barreda Moreno, ambos considerados cercanos al presidente saliente Luis Echeverría Álvarez. López Portillo habría entonces nombrado a García Paniagua en dicho cargo como una forma de romper con el control de dichos personajes sobre el aparato de seguridad del estado, aunque Gutiérrez Barrios sería ratificado al frente de su subsecretaría. 
Las razones de la confianza de López Portillo y García Paniagua no son del todo claras, pero pueden deberse en adición al interés de entregar el control a otro grupo, a la presunta participación de García Paniagua en el rescate del intento de secuestro de Margarita López Portillo, hermana del presidente por la Liga Comunista 23 de Septiembre. López Portillo refiere haber conocido a García Paniagua en 1975 o 1976 durante su campaña electoral, sin embargo se considera pudieran haberse conocido, al menos informalmente, desde 1968 cuando García Paniagua realizaba labores de enlace junto a su padre en los sucesos políticos de dicho año.
García Paniagua, como se acostumbraba, tenía una línea directa de reporte al presidente de la República, no a sus superiores jerárquicos en Gobernación. Desde su posición, se encargó hábilmente de terminar con las últimas expresiones de la guerrilla en México, en particular la ya mencionada Liga 23 de Septiembre, las Fuerzas de Liberación Nacional o el Ejército Popular de Liberación Unido de América. Los métodos para hacerlo eran generalmente extrajudiciales. En consonancia, a partir de dicho nombramiento García Paniagua consolida su amistad con Margarita López Portillo, nombrada titular de la Dirección General de Radio, Televisión y Cinematografía (RTC) de la misma secretaría de Gobernación y enfrentada con el titular de la misma, Jesús Reyes Heroles, debido a que, como García Paniagua, Margarita acordaba directamente con su hermano el presidente. A partir de ese momento, el presunto apoyo de Margarita López Portillo será fundamental en el rápido ascenso profesional de García Paniagua.

### Secretario de estado y líder del PRI
Esta influencia se demuestra cuando en 1978 es ascendido a subsecretario de Gobernación, dejando la comandancia de la DFS a su subalterno Miguel Nazar Haro, pero conservándola bajo su directa influencia. Permaneció en este cargo hasta el 26 de abril de 1980 en que López Portillo lo nombra titular de la Secretaría de la Reforma Agraria en sustitución de Antonio Toledo Corro, nombrado candidato del PRI a gobernador de Sinaloa. De acuerdo a las costumbres políticas mexicanas de entonces, para ser considerado aspirante a la candidatura del PRI a la presidencia de México se debía ser secretario de estado, por lo que al lograr el cargo, García Paniagua comenzó a ser considerado fuerte aspirante a la misma, amparado en su aparente cercanía al presidente López Portillo, a sus hermanas Margarita y Alicia e incluso a su hijo, José Ramón López Portillo.
Permaneció al frente de la secretaría de la Reforma Agraria hasta el 18 de marzo de 1981 en que es designado presidente del comité ejecutivo nacional del PRI en sustitución de Gustavo Carvajal Moreno, quien a su vez pasó a suplirlo al frente de la Reforma Agraria. Normalmente hasta ese momento el presidente del PRI no era considerado aspirante a la candidatura del mismo partido a la presidencia, por lo que con dicha designación las posibilidades de García Paniagua deberían haber disminuido, pero, por el contrario, se acrecentaron. José López Portillo ha manifestado, que su decisión final para otorgar la candidatura presidencial del PRI en 1981, fue entre García Paniagua y Miguel de la Madrid, secretario de Programación y Presupuesto; García Paniagua si los problemas del país fueran políticos, De la Madrid si fueran financieros. México se hallaba inmerso en una profunda crisis económica como consecuencia del derrumbe de los precios del petróleo y que culminaría con la nacionalización de la banca privada; en consecuencia, el 25 de septiembre de 1981 De la Madrid fue postulado candidato del PRI a la presidencia.
De lo que a continuación sigue, existen diversas versiones no confirmadas. Al no obtener la candidatura, se asegura que García Paniagua montó en cólera, llegando a acusar de traición a López Portillo y a proferir presuntas amenazas de muerte en contra de él o de su hijo José Ramón. Permaneció al frente del PRI al iniciarse la campaña de De la Madrid, pero pronto el candidato comenzó a presionar a López Portillo para que lo removiera del cargo y señalar su poca identificación con él. García Paniagua por su parte, también seguía haciendo notoria su inconformidad con la postulación de De la Madrid. Finalmente, el 14 de octubre de 1981 —mismo día que comenzaba formalmente la campaña de Miguel de la Madrid—, López Portillo designó presidente del PRI a Pedro Ojeda Paullada, hasta ese día titular de la secretaría del Trabajo y Previsión Social (STPS), y a Javier García Paniagua lo nombró para sustituirlo al frente de la STPS. Pero la crisis política desatada alrededor de García Paniagua no podría contenerse y duraría en dicho cargo hasta el 28 de diciembre siguiente, poco más de dos meses, en que presentó su renuncia y salió definitivamente del gobierno. 
Su renuncia y las circunstancias en que había ocurrido, tuvo como consecuencia la necesidad de la salida de sus incondicionales que se encontraban al frente de la Dirección Federal de Seguridad, con el comandante Miguel Nazar Haro al frente; y su sustitución por un personaje que no tuviera ligas con García Paniagua, y que a la postre resultaría ser José Antonio Zorrilla Pérez.

## Vida posterior
Tras estos hechos, Javier García Paniagua se retiró de los puestos públicos y se dedicó a sus negocios particulares, hasta que el 1 de diciembre de 1988 el presidente Carlos Salinas de Gortari lo nombró titular de la Secretaría General de Protección y Vialidad del entonces Departamento del Distrito Federal, hasta el 7 de marzo de 1991 en que fue nombrado director general de la Lotería Nacional para la Asistencia Pública. Permaneció en este último cargo hasta el 5 de enero de 1993, que renunció y se retiró definitivamente a la vida privada.
Falleció a consecuencia de un infarto el 25 de noviembre de 1998, en su rancho, en las cercanías de Guadalajara.